# Till There Was You
Эта статья — о песне «Битлз». Есть также статья о фильме с похожим названием («'Til There Was You»)
«Till There Was You» (с англ. — «Пока там не появилась ты») — песня, написанная американским композитором Мередитом Уиллсоном для мюзикла «Музыкант» (1957 г.). Позднее песня прозвучала и в одноимённом фильме 1962 года. Песня исполняется библиотекаршей Мэриан Пару (её роль исполняет Барбара Кук в бродвейской постановке и Ширли Джонс в фильме) в конце второго акта.
Впервые данная композиция прозвучала ещё раньше выхода оригинального альбома с записями композиций пьесы (январь 1958). Промокопии сингла, обозначенного как Capitol P3847, были выпущены 26 ноября 1957 (то есть, даже раньше бродвейской постановки, состоявшейся 19 декабря). В этой версии, спродюсированной Нельсоном Риддли, вокальную партию исполняла 17-летняя вокалистка Сью Рени.
Более ранняя версия этой песни (Мередит Уиллсон начал работать над своим мюзиклом ещё с конца 1940-х), озглавленная «Till I Met You», прозвучала в радиопрограмме «The Big Show» 14 января 1951 года в исполнении Френа Уоррена.
В 1959 году исполнительница Анита Брайант записала кавер-версию этой песни; её сингл достиг 30-й позиции в чарте Billboard Hot 100; определённой известностью пользовалась также инструментальная версия песни, записанная в 1962 году американским исполнителем Джоном Вальжаном.

## Версия «Битлз»
В 1963 году группа «Битлз» записала свою кавер-версию, которая вошла в альбомы With The Beatles (вышел в Великобритании в 1963 году) и Meet The Beatles! (вышел в США в 1964 году). Данная песня является единственной из бродвейских композиций, перепетых группой.
В марте 1961 года песня «Till There Was You» в исполнении Пегги Ли была на слуху в Великобритании. Начиная с 1962 года песня стала частью живого репертуара «Битлз», она исполнялась ими в том числе в «Стар-Клубе» Гамбурга. Песня была одной из пятнадцати, отобранных для прослушивания группы для лейбла Decca Records 1 января 1962 года (данная запись официально не опубликована, однако доступна на малоизвестной неофициальной пластинке The Complete Silver Beatles, выпущенной лейблом Audio Fidelity в сентябре 1982 года), а также прозучала во время первого появляния «Битлз» на Шоу Эда Салливана 9 февраля 1964 года. Кроме того, песня восемь раз исполнялась группой для радио BBC.
4 ноября 1963 года песня исполнялась на музыкальном мероприятии Royal Variety Performance (в присутствии Королевы Елизаветы, наряду с песнями «From Me to You» и «Twist and Shout»), при этом Маккартни предварил исполнение этой песни шуточным комментарием «Она из шоу „Музыкант“, и она также была записана нашей любимой американской группой Софи Такер».
Живое исполнение этой песни было выпущено на альбомах Live at the BBC (1994) и Anthology 1 (1995) — во второй альбом вошла именно запись песни, сделанная на Royal Variety Performance.
Студийная запись песни состоялась 18 июля 1963 (тогда было записано три дубля) и 30 июля (когда было сделано ещё 4 дубля).
В записи участвовали:
- Пол Маккартни — вокал, бас-гитара
- Джон Леннон — акустическая ритм-гитара
- Джордж Харрисон — соло-гитара
- Ринго Старр — бонго

В 1978 году песня вошла в фильм «Я хочу держать тебя за руку» режиссёра Роберта Земекиса.

## Примечание
1. ↑  Софи Такер (Sophie Tucker; годы жизни 1886—1966) — американская исполнительница русского происхождения, не имевшая никакого отношения к этой песне.